# Club Futsal Eindhoven
Il Club Futsal Eindhoven è la sezione di calcio a 5 del Football Club Eindhoven, società calcistica olandese con sede a Eindhoven.

## Storia
L'attuale assetto risale al 2008, anno in cui il "CFE/VDL Groep" e lo "EFV/Cibatax", cioè le due principali squadre di calcio a 5 di Eindhoven, si fusero in un'unica realtà. Da allora disputa stabilmente la prima divisione del campionato olandese di calcio a 5, di cui ha vinto finora cinque edizioni.

## Palmarès
- Campionato dei Paesi Bassi: 5
2009-10, 2010-11, 2011-12, 2012-13, 2014-15
- Coppa dei Paesi Bassi: 5
2009-10, 2011-12, 2014-15, 2018-19, 2022-23